# فؤاد نصار
فؤاد نصار (28 ديسمبر 1914 - 30 سبتمبر 1976) صحفي وسياسي فلسطيني، ولد في بلدة بلودان السورية، أحد المؤسسين الأوائل في الحركة الشيوعية الفلسطينية والأردنية والعربية، وقائد ماركسي لينيني ثوري وهو الأمين العام الأول للحزب الشيوعي الأردني، ولد في بلودان غرب دمشق لأسرة فلسطينية.

## كفاحه فيثورة 1936الفلسطينية
نشِط في تنظيم عمال شركة التبغ في الجليل، وأبعدتة سلطات الانتداب إلى الخليل، فإنضم إلى مجموعة عبد الحليم الجولاني المسلحة ثم أنشأ مجموعته في منطقة بيت جالا. عمل على إنشاء مجموعات «أنصار» المسلحة عام 1936 وهي مجموعات ماركسية لينينية مسلحة تقاتل الاستعمار الأنجليزي لفلسطين. أُعتقل وحين أفرج عنه فرضت عليه سلطات الانتداب الإقامة الجبرية في الناصرة. ولكنه هرب والتحق بالثوار. ثم استدعته القيادة العامة للثورة إلى لبنان في نهاية 1938. وعاد في مطلع 1939 إلى فلسطين قائداً للثورة المسلحة في منطقة القدس والخليل خلفا لعبد القادر الحسيني الذي جرح في إحدى المعارك. وظل فؤاد نصار في موقعه هذا حتى انتهاء الثورة المسلحة أواخر 1939. وقد خاض أثناء ذلك معارك مع القوات البريطانية بينها معارك كسلا وعرتوف وأم الروس ومار الياس.

## فترة الأربعينات وما تلاها
انتخب امين عام «مؤتمر العمال العرب» في فلسطين عام 1945، أنشأ مع الخلايا الماركسية الأردنية وشخصيات شيوعية مثل يعقوب زيادين الحزب الشيوعي الأردني وذلك باندماج الماركسيين بشرق الأردن مع عصبة التحرر الوطني في فلسطين عام 1951.
أنتُخب نصار أمينا عام للحزب. إلا أنه أعتقل في نهاية العام، وحكم عليه بعشر سنوات يقضيها في سجن الجفر. عمل على إنشاء قوات الأنصار عام 1970 ،الجناح العسكري للحزب الشيوعي؛ واختير عضوا في المجلس الوطني الفلسطيني عام 1971.
مُنح عام 1974 وسام الصداقة بين الشعوب ووسام ديمتروف.
يعتبر فؤاد نصار قائداً ورمزاً للشيوعيين الأردنيين والفلسطينيين تجد صورته في مقرات التنظيمات المنبثة من الحركة الشيوعية واليسارية الأردنية والفلسطينية مثل الحزب الشيوعي الفلسطيني والأردني وحركة اليسار الاجتماعي الأردني وحزب الشعب الفلسطيني.